# Hobbit (počítač)
Hobbit (rusky Хоббит) je jednou z ruských verzí počítače Sinclair ZX Spectrum, plně kompatibilní se ZX Spectrem 48K. Počítač existuje ve dvou verzích. První verze byla dodávaná s dvojicí disketových jednotek 5,25", druhá verze má klávesnici rozšířenou o numerický blok a má vestavěnou 3,5" disketovou jednotku.
Počítač je vybaven podporou sítě, která umožňuje propojit několik Hobbitů, případně pomocí speciální síťové karty je možné do této sítě připojit i počítač PC.
Kromě Sinclair BASICu počítač v ROM obsahuje jazyk Logo, operační systém CP/M a DOS. Počítač obsahuje slot pro další paměť ROM, pomocí které je možné možnosti počítače rozšířit o Pascal, Forth nebo C. Sinclair BASIC navíc umožňuje používat makra, umožňuje automatické číslování řádků a přečíslování a syntaxe příkazů byla rozšířena o podporu disketových jednotek a počítačové sítě.
Počítač kromě latinky podporuje i znaky cyrilice a arabského písma

## Technické informace
- procesor: Z80, 3,5 MHz
- paměť RAM: 64 KiB
- paměť ROM: 64 KiB
- paralelní port
- RS-232
- tři porty pro joystick: Sinclair left, Sinclair right, Kempston

Paměť může být využita v několika konfiguracích: 48 KiB RAM + 16 KiB ROM, 56 KiB RAM + 8 KiB ROM, 64 KiB RAM.